# Saint-Laurent-de-Chamousset
Saint-Laurent-de-Chamousset es una comuna francesa situada en el departamento de Ródano, de la región de Auvernia-Ródano-Alpes.

## Demografía
| 1 319 | 1 313 | 1 356 | 1 406 | 1 558 | 1 703 | 1 868 | 1 887 |
| Para los censos de 1962 a 1999 la población legal corresponde a la población sin duplicidades (Fuente: INSEE [Consultar]) |       |       |       |       |       |       |       |